# Jesús Díaz (escritor)
Jesús Díaz Rodríguez (La Habana, 14 de octubre de 1941 - Madrid, 2 de mayo de 2002) fue un novelista, ensayista, guionista y director de cine cubano.
Estudió en la Escuela de Filosofía y Letras de la Universidad de La Habana. Se dio a conocer al ser galardonado en el año 1966 su libro Los años duros con el premio Casa de las Américas.
Fue director de la Asociación Encuentro de la Cultura Cubana, y profesor de la Academia de Cine de Berlín y de la Escuela de Letras de Madrid.
Su novela Las palabras perdidas fue finalista del premio Nadal en el año 1992, y Dime algo sobre Cuba fue finalista del premio Rómulo Gallegos en el año 1999.

## Obra

### Novelas
- Las cuatro fugas de Manuel (2001)
- Siberiana (2000)
- Dime algo sobre Cuba (1998)
- La piel y la máscara (1996)
- Las palabras perdidas (1992)
- Las iniciales de la tierra (1987)

### Colecciones de cuento
- Canto de amor y de guerra (1979)
- Los años duros (1966)

### Testimonio
- De la patria y el exilio (1979)

### Filmografía
- Barroco (1989). Coguionista
- Clandestinos (1987). Guionista.
- Otra mujer (1986). Guionista.
- Lejanía (1985). Guion y dirección.
- Polvo rojo (1981). Guion y dirección.
- En tierra de Sandino (1978, documental).
- Cincuenta y cinco hermanos (1978, documental).
- La sexta parte del mundo (1977, documental). Codirección.
- Reportaje en Lagos (1977, cortometraje).
- Benin: una nación africana (1977, cortometraje).
- A orillas del Angará (1977, cortometraje).
- La tierra de las muchas aguas (1976, cortometraje).
- Canción de Puerto Rico (1976, cortometraje).
- Mina, viento de libertad (1976). Guion.
- Un día en el parque (1976, cortometraje).
- Cambiar la vida (1975, cortometraje).
- Crónica de la victoria (1975, cortometraje realizado en colaboración con Fernando Pérez Valdés).
- Puerto Rico (1975). En colaboración con Fernando Pérez.
- Ustedes tienen la palabra (1973). Coguionista.
- El extraño caso de Rachel K (1973). Coguionista.
- ¡Viva la República! (1972). Coguionista.